# Justín Javorek
Justín Javorek (14. září 1936, Voderady – 15. září 2021) byl slovenský fotbalový brankář. Byl členem kádru reprezentačního týmu Československa, který získal bronzové medaile na mistrovství Evropy 1960, start za reprezentační A-mužstvo si však nikdy nepřipsal.

## Hráčská kariéra
Byl fotbalovým brankářem, v československé lize chytal za Tatran Prešov a ČH Bratislava. Poté odešel do Turecka, kde se stal prvním profesionálním hráčem v historii.

### Ligová bilance
| Ročník                                   | Zápasy | Góly | Klub                |
| ---------------------------------------- | ------ | ---- | ------------------- |
| 1. československá fotbalová liga 1957/58 | 5      | 0    | Tatran Prešov       |
| 1. československá fotbalová liga 1958/59 | 21     | 0    | Tatran Prešov       |
| 1. československá fotbalová liga 1959/60 | 6      | 0    | ČH Bratislava       |
| 1. československá fotbalová liga 1960/61 | 19     | 0    | ČH Bratislava       |
| 1. československá fotbalová liga 1961/62 | 9      | 0    | ČH Bratislava       |
| 1. československá fotbalová liga 1962/63 | 9      | 0    | Slovnaft Bratislava |
| 1. československá fotbalová liga 1963/64 | 1      | 0    | Slovnaft Bratislava |
| 1. československá fotbalová liga 1964/65 | 4      | 0    | Slovnaft Bratislava |
| 1. československá fotbalová liga 1965/66 | 2      | 0    | Inter Bratislava    |
| 1. československá fotbalová liga 1966/67 | 2      | 0    | Inter Bratislava    |
| 1. československá fotbalová liga 1967/68 | 12     | 0    | Inter Bratislava    |
| 1. československá fotbalová liga 1968/69 | 11     | 0    | Inter Bratislava    |
| CELKEM 1. liga                           | 101    | 0    |                     |

## Trenérská kariéra
Po skončení hráčské kariéry se stal fotbalovým trenérem, trénoval mimo jiné turecké kluby Galatasaray Istanbul a Altay SK.